# La sombra de Piera
La sombra de Piera é uma telenovela venezuelana exibida em 1989 pela Venevisión.

## Elenco
- Elluz Peraza
- Eduardo Serrano